# Abd al-Rahman Aref
Abd al-Rahman Aref o Arif, de nom complet Hajj Abdul Rahman Mohammed Arif Aljumaily (àrab: عبد الرحمن محمد عارف الجميلي, ʿAbd ar-Raḥmān Muḥammad ʿĀrif al-Jumaylī) (1916 - 24 d'agost de 2007) fou un polític i militar iraquià, president del país de 1966 a 1968. Fill d'un comerciant de roba de Bagdad, va seguir la carrera militar juntament amb el seu germà Abd al-Salam Aref.

## Biografia
Com oficial de l'exèrcit va donar suport al cop d'estat del 14 de juliol de 1958 que va enderrocar a la monarquia. Va donar després suport als cop d'estat del 9 de febrer de 1963 que va portar al seu germà a la presidència (sense poder) i del 18 de novembre de 1963 que va donar tot el poder al seu germà. El seu germà el va nomenar al cap d'un mes coma cap de l'estat major de l'exèrcit.
El 4 de març de 1965 el govern iniciava l'ofensiva de primavera contra els kurds amb totes les forces (artilleria, infanteria, aviació, blindats, sota comandament d'Abd al-Rahman, i encara que entre març i maig va tenir alguns èxits locals menors, després (juny a setembre) es va empantanegar en combats sagnants a la cadena de safin; els iraquians van utilitzar gasos tòxics. Els iraquians tot i haver tingut ajut d'Egipte, van patir moltes baixes (4194 morts, 2201 ferits, 12 tancs destruïts i 5 avions abatuts). Una nova campanya militar a l'hivern (22 de desembre de 1965 a final de febrer de 1966) va donar nous combats sagnants.
El 13 d'abril de 1966 el president Abd al-Salam Aref moria en un accident d'helicòpter prop de Bàssora i el succeïa interinament el primer ministre Abdul Rahman al-Bazzaz, que al cap de tres dies renunciava en favor d'Abd al-Rahman Aref, germà del president difunt, que segons es creu fou considerat pels militars del Consell de Comandament de la Revolució Iraquiana més dèbil i manejable que el president mort; Abd al-Rahman va tornar des de Moscou on estava negociant la compra d'armament. El mateix dia de la mort començava una nova ofensiva (13 d'abril a 15 de juny) de la qual la principal batalla fou la de Rawanduz o Hendrin anomenat "la Verdun kurda" en què els iraquians foren derrotats tot i la utilització de tots els mitjans i de napalm, perdent 1056 homes (i 476 ferits) i a més els 600 mercenaris anomenats "Cavallers de Saladí" foren aniquilats, mentre els kurds només van tenir 38 morts i 85 ferits. El govern va proclamar la "victòria" però el 15 de juny va demanar un alto el foc que va signar el primer ministre Bazzaz (+ 1973) el 29 de juny de 1966. Unes clàusules secretes reconeixien l'autonomia dels kurds. El 30 de juny de 1966 Arif Abdul Razzak, ex comandant d'aviació i ex primer ministre (6 de setembre a 21 de novembre de 1965) que ja havia intentat enderrocar a Abd al-Salam Arif i havia hagut de fugir a l'estranger, va tornar secretament al país i va intentar un cop d'estat; dos Mig 17 soviètics van bombardejar el palau presidencial però el cop va fracassar i el seu líder fou arrestat. Aref va anunciar que Abdul Razzak seria castigat però al cap de poc fou perdonat.
L'estat major iraquià es va oposar a l'acord del primer ministre Bazzaz amb els kurds i el president Abd al-Rahman Aref va haver de visitar Kurdistan on es va entrevistar amb Mustafà Barzani (28 d'octubre), per demanar rebaixes a allò pactat, però no es va arribar a cap decisió. La política d'Aref fou similar a la del seu germà però amb un to lleugerament més nacionalista tot i donar suport a Egipte, al que va enviar tropes per lluitar a la guerra contra Israel. Hi ha evidències que no fou corrupte (va fer aprovar una llei que l'excloïa de pagar certs impostos, perquè no els podia pagar cosa que no haguera passat d'haver estat un corrupte).
El 10 de maig de 1967 va assolir també les funcions de primer ministre en lloc del general retirat Naji Talib (que havia succeït a Bazzaz) però el 10 de juliol va deixar el càrrec a Tahir Yahya (que ja havia estat abans primer ministre en la presidència del seu germà). La guerra dels Sis Dies amb Israel (5 a 11 de juny de 1967) va tenir el seu efecte en diversos països àrabs. La nit del 16 al 17 de juliol de 1967, mentre dormia, un cop d'estat a Bagdad deposava a Aref i portava al poder al general baasista Ahmad Hassan al-Bakr. El ministre de defensa Hardan Al-Tikriti, li va telefonar i el va informar que ja no era president. Va poder sortir cap a l'exili a Turquia.
Va tornar a Iraq el 1979 sota Saddam Hussein però va romandre apartat de la política. El president li va donar permís per anar a fer el pelegrinatge a la Meca (hajj). Aref va abandonar el país quan les forces dels Estats Units van ocupar Iraq el novembre de 2003 i es va traslladar a Amman (2004). Va morir a Amman el 24 d'agost de 2007 amb 91 anys. Estava casat amn Faika Abdul-Magid Faris Alani.